# Vladimir Potemkine
Vladimir Petrovitch Potemkine (en russe : Владимир Петрович Потёмкин), né le 19 octobre 1874 et décédé le 23 février 1946, est un homme d'État, diplomate et historien soviétique.  

## Biographie

### Jeunesse et éducation
Potemkine est né dans une famille de médecins. En 1893, il obtient son diplôme du gymnase académique de l'université du Tver puis entre à la faculté d'histoire et de philologie de l'université de Moscou.
Pendant ses études à l'université, il est actif dans le mouvement étudiant et distribue de la littérature illégale à d'autres étudiants. Il est arrêté pour ses activités révolutionnaires et emprisonné dans la prison de Boutyrka. Potemkine obtient finalement son diplôme de l'université en 1898 et devient enseignant à l'École de Moscou de l'Ordre de Sainte-Catherine.

### Début de carrière
À partir de 1903, il revient dans le mouvement révolutionnaire et participe activement à la Révolution russe de 1905. Potemkine, qui était enseignant d'un gymnase féminin à Iekaterinoslav, est expulsé et envoyé à Moscou. Il poursuit ses activités clandestines en faisant la promotion de la littérature marxiste au nom du Comité de Moscou du Parti ouvrier social-démocrate de Russie. À partir de février 1917, il travaille dans le département de l'éducation extrascolaire du Conseil provincial de Moscou. À ce poste, il est l'organisateur de la première université ouvrière de la ville de Bogorodsk, dans la province de Moscou.
Après la révolution d'Octobre, il travaille dans le domaine de l'éducation publique au Conseil provincial de Moscou, participe à la création de la première université ouvrière. De 1918 à 1919, il travaille dans le département de politique scolaire du Commissariat du peuple à l'Éducation. À l'initiative de Potemkine, les cours pour enseignants de tous les Russes ont été organisés, et le premier congrès sur l'éducation publique et le premier congrès panrusse sur l'éducation extrascolaire ont été convoqués. En 1919, il rejoint le Parti communiste russe et jusqu'en 1920 sert sur les fronts de la guerre civile, occupant les postes de membre du Comité militaire révolutionnaire de la sixième armée, chef du département politique de l'Ouest, puis du Front du Sud. Après la guerre, il a dirigé le département provincial de l'éducation publique d'Odessa, tout en étant à la tête des cours militaires et politiques provinciaux.

### Carrière diplomatique
Pendant son séjour à Odessa, Potemkine rencontre Félix Dzerjinski et, avec sa suggestion, il s'implique dans le travail diplomatique. Déjà la même année, il est membre de la commission de la Croix-Rouge russe pour le rapatriement du corps expéditionnaire russe en France et, à l'été 1923, il est nommé président de la commission pour le rapatriement des anciens soldats russes et des Cosaques de Nekrassov de Turquie. Il occupe le poste de consul général à Istanbul de 1924 à 1926 et de 1927 à 1929, il est conseiller de l'ambassade soviétique en Turquie. De 1929 à 1932, il est représentant plénipotentiaire en Grèce.
En 1932, il est nommé au poste de représentant plénipotentiaire de l'Union soviétique en Italie. Alors à ce poste, Potemkine réussit à établir des relations amicales avec Benito Mussolini, pour lequel, selon les mémoires de M.V. Kanivez, il a été critiqué à plusieurs reprises. En 1933, il signe le traité d'amitié, de non-agression et de neutralité italo-soviétique. En 1934, Vladimir Potemkine devient membre de la délégation soviétique à l'Assemblée de la Société des Nations. La même année, il est nommé au poste de ministre plénipotentiaire de l'Union soviétique en France et avec le président du Conseil français Pierre Laval, il participe aux négociations et à la signature à Paris le 2 mai 1935 du traité franco-soviétique d'assistance mutuelle. En 1936, il signe un accord visant à prolonger l'accord commercial franco-soviétique de 1934.

### Commissaire à l'éducation et carrière ultérieure
Il devient membre du Congrès des Soviets à partir de 1935. En 1937, il retourne travailler à Moscou, prenant le poste de premier commissaire populaire adjoint aux affaires étrangères de l'URSS. La même année, il est élu député du Conseil suprême de l'Union soviétique. En 1939, il est élu membre du Comité central du Parti communiste de toute l'Union. En tant que premier commissaire populaire adjoint aux affaires étrangères, il participe à un certain nombre d'importantes négociations militaires, y compris les négociations de Moscou de 1939 et les négociations soviétique-turc visant à empêcher la Turquie de participer à la prochaine Seconde Guerre mondiale.
Du 28 février 1940 jusqu'à sa mort le 23 février 1946, il est commissaire populaire à l'éducation de la RSFSR. À l'initiative de Potemkine, l'Académie des sciences pédagogiques de la RSFSR est créée en 1943 et il en devient le premier président. La même année, il est élu membre à part entière de l'Académie des sciences de l'Union soviétique. Vladimir Potemkine est décédé le 23 février 1946. Ses cendres ont été enterrées dans la place Rouge près de la nécropole du mur du Kremlin.